# عشق عجیب است
عشق عجیب است یک فیلم فرانسوی، آمریکایی درام و محصول سال ۲۰۱۴ میلادی است.

## موضوع فیلم
بن(جان لیسگو) و جرج (آلفرد مولینا) پس از ۳۹ سال دوستی با هم ازدواج می‌کنند. بن نقاش است و جورج در یک مدرسه کاتولیک، موسیقی درس می‌دهد. بعد از ازدواج، جورج شغلش را از دست می‌دهد و این زوج به خاطر بی‌پولی مجبور به ترک آپارتمانشان در نیویورک می‌شوند. آنها از دوستان و آشنایان درخواست حمایت می‌کنند و همین باعث دوری این زوج از هم می‌شود.